# Texugo-asiático
O texugo-asiático (Meles leucurus) também referido como texugo-da-areia ou texugo-da-Ásia, é uma espécie de texugo do gênero Meles. É um animal de extensa distribuição geográfica, talvez a maior de seu gênero. É um parente próximo do texugo-europeu e texugo-japonês, sendo mais basal e primitivo que ambos. 

## Características
O texugo-asiático é frequentemente considerado a menor espécie vivente no gênero Meles, apesar disso ser um assunto discutível. O texugo-asiático é mais claro que o texugo-euroásiatico (M. meles) com o qual é intimamente relacionado, mas são conhecidos espécimes cujo fenótipo é bem similar ao de seu parente europeu. O peso corporal médio é de 3,5 kg a 9,1 kg e possuem um comprimento corporal de 50 a 70 cm. As populações que vivem no Parque Nacional de Sobaeskan, pesam em média 6 kg. Com as populações da Sibéria podendo ser consideradas alguns dos maiores tipos de texugos vivos.
Como algumas características únicas, seus flancos são mais claros do que o meio das costas, e as listras faciais são geralmente marrons em vez de pretas. As listras faciais estreitam atrás dos olhos e se estendem acima das orelhas. As partes brancas da cabeça são geralmente mais sujas do que as do texugo europeu. A faixa clara que passa ao longo do topo da cabeça entre as duas listras é relativamente curta e estreita. O texugo asiático é geralmente menor do que o texugo europeu e tem molares superiores relativamente mais longos.

## Taxonomia
O texugo-asiático foi inicialmente considerado uma subespécie do texugo-europeu, mas as distinções morfológicas e ecológicas os fizeram ser especulados como uma espécie distinta de texugo, inicialmente classificado como Meles leptornhynchus, classificação esta que também incluía a variante japonesa. E depois considerado ao lado do texugo-japonês novamente como uma subespécie do texugo-comum, sob o nome de M. m. amurensis.

### Subespécies
O texugo asiático é atualmente separado em 5 subespécies. Esta espécie é particularmente polêmica em quanto a suas subespécies, sendo um animal que relata casos vastos de hibridização entre populações e outras espécies.
| Subspécie             | Nome científico               | Autoridade trinomial  | Distribuição | Descrição | Imagem                |   |
| --------------------- | ----------------------------- | --------------------- | --- | --- | --------------------- | - |
| Texugo-da-areia-comum | Meles leucurus leucurus       | Hodgson, 1847         | | A mais comum das subespécies conhecidas desta espécie de texugo-asiático. Sendo a subespécie nominal do texugo-asiático. | texugo-da-areia-comum |   |
| Texugo-de-amur        | Meles leucurus amurensis      | Schrenck, 1859        | Vive em Ussuri, Priamurye, Grande Khingam e Península coreana | Uma subespécie de cor escura e porte menor. As listras faciais se estendem acima das orelhas e são pretas ou marrom-escuras. Toda a área entre as listras e as bochechas é marrom-acinzentada suja, em oposição ao branco. A cor pode ser tão escura que as listras são quase indistinguíveis. O dorso é marrom-acinzentado com reflexos prateados. A pelagem em si é macia, mas carece de lã. O crânio é pequeno, liso e tem projeções fracamente desenvolvidasFaltam os primeiros pré-molares. O comprimento do corpo é de 60–70 centímetros. |                       |   |
| Texugo-do-Cazaquistão | Meles leucurus arenarius      | Satunina, 1895        | Vive na maior parte do Cazaquistão (exceto as partes nortes e montanhosas), e as planícies da Ásia Central (exceto as regiões ocupadas pelo texugo-europeu especificamente, sua subespécie M. meles meles). | Uma subespécie de tamanho moderado, sendo intermediária em tamanho entre os texugos-europeus médios e os texugos-caucasianos. Sua cor é mais clara e pálida do que seus primos do norte, com listras faciais menos proeminentes. Sua pelagem é grossa e eriçada, e tem escasso subpêlo. Os machos crescem até 70–78 centímetros de comprimento corporal, enquanto as fêmeas crescem até 61–70 centímetros. Os machos pesam 7,8–8,3 quilos em março-maio, e 5,6–7 quilos em março-junho.                                                         | Texugo-do-Cazaquistão | - |
| Texugo-siberiano      | Meles leucurus sibiricus      | Kastchenko, 1900      | Vive na Sinéria, e o Norte do Cazaquistão | O texugo-siberiano é a maior subespécie conhecida, podendo exceder algumas subespécies do texugo-europeu (M. meles). O tom geral da cor do dorso é cinza-claro, geralmente com reflexos amarelados ou cor de palha. As listras faciais são preto-amarronzadas a preto-amarelado. A pelagem é longa e macia com um subpêlo denso. Os machos em sua fase adulta crescem até 65,7–75 centímetros de comprimento corporal, enquanto as fêmeas crescem até 62–69,2 centímetros (24,4–27,2 pol.). Os machos pesam em média de 10 a 13,6 quilos.       | Texugo-siberiano      | - |
| Texugo-de-Tião-Chão   | Meles leucurus tianschanensis | Hoyningen-Huene, 1910 | Norte de Tian Shan | Subespécie endêmica de Tian Shan, é vagamente similar ao texugo-do-Cazaquistão, do qual difere pela pelagem mais escura. Além do pelo mais longo, denso e sedoso. | Texugo-de-Tião-Chão.  |   |

## Ecologia

### Comportamento social
O texugo-asiático é uma espécie menos social que o texugo-europeu, mas mais sociável que o texugo-japonês. Eles compartilham redes de túneis entre os espécimes, claro que sob a certa fatura de comida, com estas redes de tocas tendo inúmeras entradas e túneis. Em ambientes onde o alimento é limitado, o texugo-asiático assume um comportamento mais solitário. 
Os texugos tendem a hibernar em conjunto, os adultos compartilhando tocas com os filhotes do ano anterior, com filhotes já independentes com 1 ano ou mais e espécimes velhos hibernando em seus próprios túneis, ou em tocas individuais separadas de quaisquer tipo de toca comunitária.

### Alimentação
O texugo-da-ásia é potencialmente o texugo do gênero Meles de mais abrangente dieta alimentar. Sua alimentação inclui insetos, vermes, pássaros, anfíbios, moluscos, mamíferos e diversos materiais vegetais. Em parte significativa de sua distribuição, a minhoca-da-terra é seu mais comum item alimentar. Estes texugos também são predadores significativos de coelhos e lebres, além de também serem conhecidos pela prática do canibalismo de espécimes mais jovens, geralmente não aparentados, mas ocasionalmente em momentos de fome, estes texugos caçarão seus parentes mais jovens e mais fracos. 

### Inimigos e concorrentes
Os concorrentes mais comuns dos texugos-asiáticos são outros mesopredadores como texugos-europeus, raposa-vermelha e cães-guaxinins. Espécimes jovens são relatados sendo caçados maiormente por lobos, linces e carcajus. Não se sabe se os mesmos animais caçam adultos, mas é bem provável, dada a enorme disparidade de porte e força entre essas espécies. 